# Bobrovova divize
Tato divize KHL byla vytvořena v roce 2008 jako součást inaugurace ligy. Je to jedna ze 4 divizí a části západní konference od druhé sezóny KHL, kdy byly stanoveny konference. Divize byla pojmenována po  Vsevolodu Bobrovi.

## Vítězové divizí
- Kontinentální hokejová liga 2008/2009:  Salavat Julajev Ufa
- Kontinentální hokejová liga 2009/2010:  SKA Petrohrad
- Kontinentální hokejová liga 2010/2011:  OHK Dynamo Moskva
- Kontinentální hokejová liga 2011/2012:  SKA Petrohrad
- Kontinentální hokejová liga 2012/2013:  SKA Petrohrad
- Kontinentální hokejová liga 2013/2014:  SKA Petrohrad
- Kontinentální hokejová liga 2014/2015:  SKA Petrohrad
- Kontinentální hokejová liga 2015/2016:  Jokerit
- Kontinentální hokejová liga 2016/2017:  SKA Petrohrad
- Kontinentální hokejová liga 2017/2018:  SKA Petrohrad
- Kontinentální hokejová liga 2018/2019:  SKA Petrohrad
- Kontinentální hokejová liga 2019/2020:  SKA Petrohrad
- Kontinentální hokejová liga 2020/2021:  SKA Petrohrad
- Kontinentální hokejová liga 2021/2022:  SKA Petrohrad
- Kontinentální hokejová liga 2022/2023:  SKA Petrohrad
- Kontinentální hokejová liga 2023/2024:  SKA Petrohrad
- Kontinentální hokejová liga 2024/2025:  HK Spartak Moskva

## Počet titulů v Bobrovově divizi
| Tým                 | Počet | Roky |
| ------------------- | ----- | --- |
| SKA Petrohrad       | 13    | 2009/2010, 2011/2012, 2012/2013, 2013/2014, 2014/2015, 2016/2017, 2017/2018, 2018/2019 2019/2020, 2020/2021, 2021/2022, 2022/2023, 2023/2024 |
| HK Spartak Moskva   | 1     | 2024/2025 |
| HK Dynamo Moskva    | 1     | 2010/2011 |
| Salavat Julajev Ufa | 1     | 2008/2009 |
| Jokerit             | 1     | 2015/2016 |